# Hôtel de ville de Neufchâteau
L'Hôtel de ville de Neufchâteau (ou Hôtel de Houdreville) est un édifice public d'époque médiévale, situé à Neufchâteau, en France.

## Généralités
Le bâtiment est situé sur le territoire de la ville de Neufchâteau, dans le département des Vosges, en région Grand-Est, en France.

## Histoire
Le bâtiment actuel est construit entre 1578 et 1594 par Jean Mengin de Houdreville, en remplacement d'un édifice pré-existant dont il ne subsiste qu'une partie du sous-sol et daté du XVe siècle. L'immeuble est ensuite remanié au XVIIIe siècle, et racheté par la ville de Neufchâteau en 1803, pour remplacer l'ancienne mairie détruite dans un incendie. 
L'hôtel de ville est classé au titre des monuments historiques par arrêté du 1er décembre 1908 et ses caves, classées également par arrêté du 2 mars 1981.

## Description
De style renaissance, la façade principale est richement décorée avec des entrelacs, corbeilles de fruits, décor végétal ordres antiques superposés, mascarons, monogrammes et pilastres et le corps principal est couvert d'un toit à longs pans brisés avec croupe.
Le bâtiment abrite un escalier remarquable à 5 paliers desservant également le grenier,. Les plafonds de cet escalier sont également décorés de rubans entrelacés, figures géométriques, fleurs et inscriptions religieuses.

## Galerie

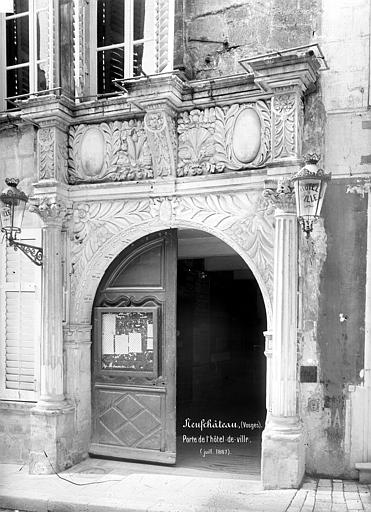
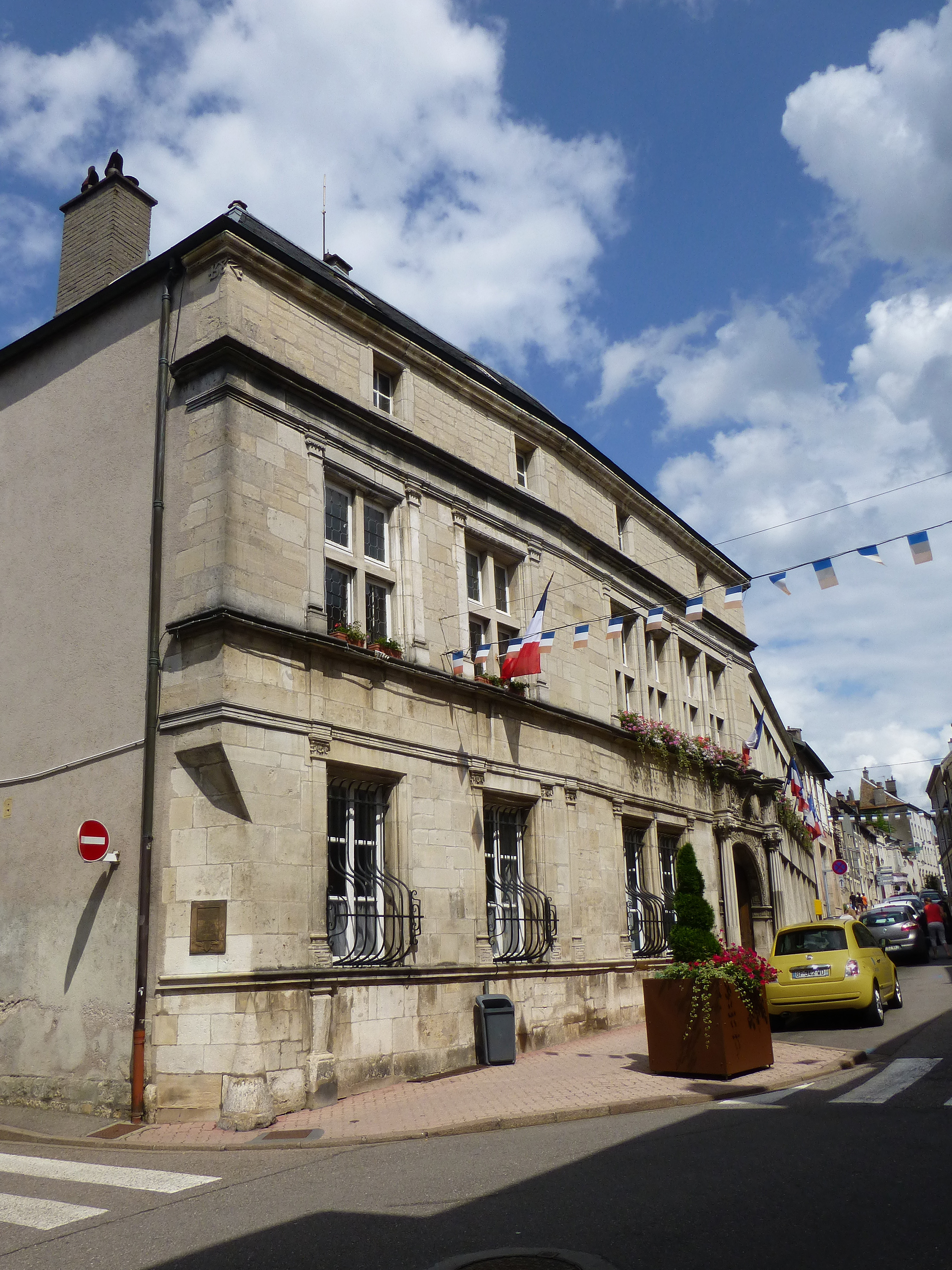
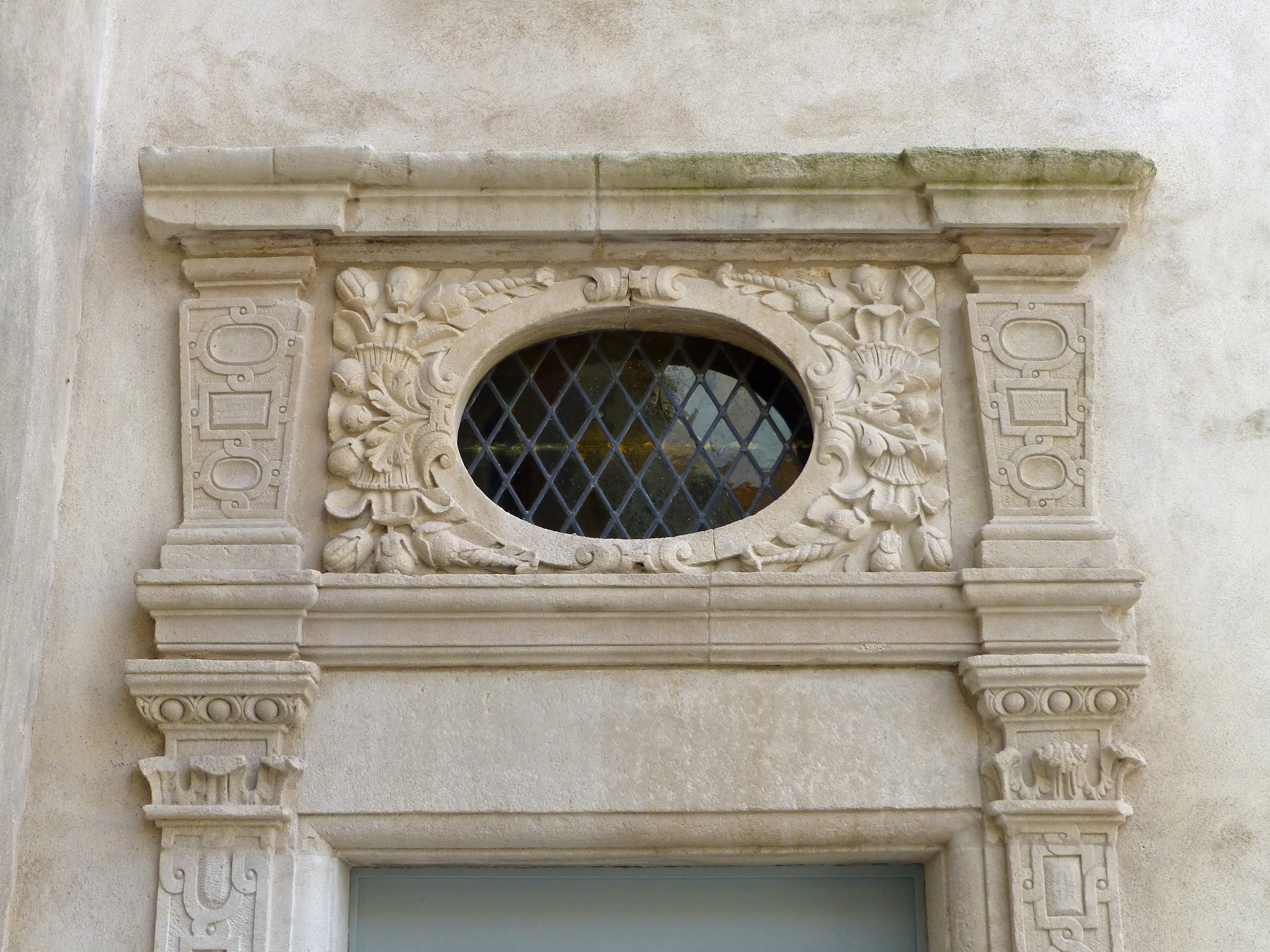